# Sự khốn cùng của triết học

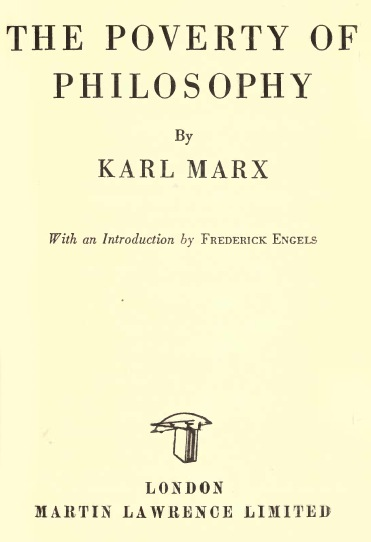
Sự khốn cùng của triết học của Marx

Sự khốn cùng của triết học là tác phẩm của nhà tư tưởng người Đức Karl Marx. Tác phẩm này được xuất bản vào năm 1847. Trong tác phẩm, Marx đã đề cập đến những nguyên lý của chủ nghĩa duy vật biện chứng, chủ nghĩa xã hội khoa học và bước đầu nêu lên ý tưởng về giá trị thặng dư.